# Espace suprasternal
L'espace suprasternal (ou espace sus-sternal de Grüber) est l'espace impair situé dans la partie antérieure de la base du cou  au-dessus de l'incisure jugulaire du sternum.

## Limite
l'espace suprasternal est limité :
- en avant par la peau et la lame superficielle du fascia cervical,
- en arrière par la lame prétrachéale du fascia cervical,
- latéralement par les tendons de muscles sterno-cléido-mastoïdiens recouverts par l'adhérence de la lame prétrachéale du fascia cervical au bord antérieur du fascia du muscle sterno-cléïdo-mastoïdien,
- en bas l'incisure jugulaire du sternum,
- en haut les tissus mous situés sous l'os hyoïde.

## Contenu
L'espace suprasternal contient du tissu adipeux, la partie inférieure et les anastomoses transversales des veines jugulaires antérieures, ainsi que les nœuds lymphatiques de la voie jugulaire antérieure.

## Aspect clinique
L'espace suprasternal est un point de repère clinique important.